# Мадисон (округ, Айова)
Ма́дисон (англ. Madison County) — округ в США, штате Айова. На 2000 год численность населения составляла 14 019 человек. По оценке бюро переписи населения США в 2009 году население округа составляло 15 409 человек. Окружным центром является город Уинтерсет.

## История
Округ Мадисон был сформирован в 13 января 1846 года.

## География
Согласно данным Бюро переписи населения США площадь округа Мадисон составляет 1453 км².

### Основные шоссе
- Федеральная автострада 35
- Шоссе 6
- Шоссе 169
- Автострада 92

### Соседние округа
- Даллас (север)
- Уоррен (восток)
- Кларк (юго-восток)
- Юнион (юго-запад)
- Адэр (запад)

## Климат
Согласно данным представленным Национальной метеорологической службой США в округе Мадисон преобладает влажный континентальный климат с жарким летом, который по классификации климатов Кёппена сокращённо обозначается на климатических картах аббревиатурой «Dfa».

## Демография
По данным переписи населения 2000 года в округе проживало 14 019 жителей. Среди них 26,8 % составляли дети до 18 лет, 14,2 % люди возрастом более 65 лет. 49,8 % населения составляли женщины.
Национальный состав был следующим: 98,3 % белых, 0,3 % афроамериканцев, 0,3 % представителей коренных народов, 0,2 % азиатов, 1,6 % латиноамериканцев. 0,8 % населения являлись представителями двух или более рас.
Средний доход на душу населения в округе составлял $19357. 8,1 % населения имело доход ниже прожиточного минимума. Средний доход на домохозяйство составлял $51973.
Также 87,6 % взрослого населения имело законченное среднее образование, а 14,4 % имело высшее образование.